# Alexander Rauchfuss

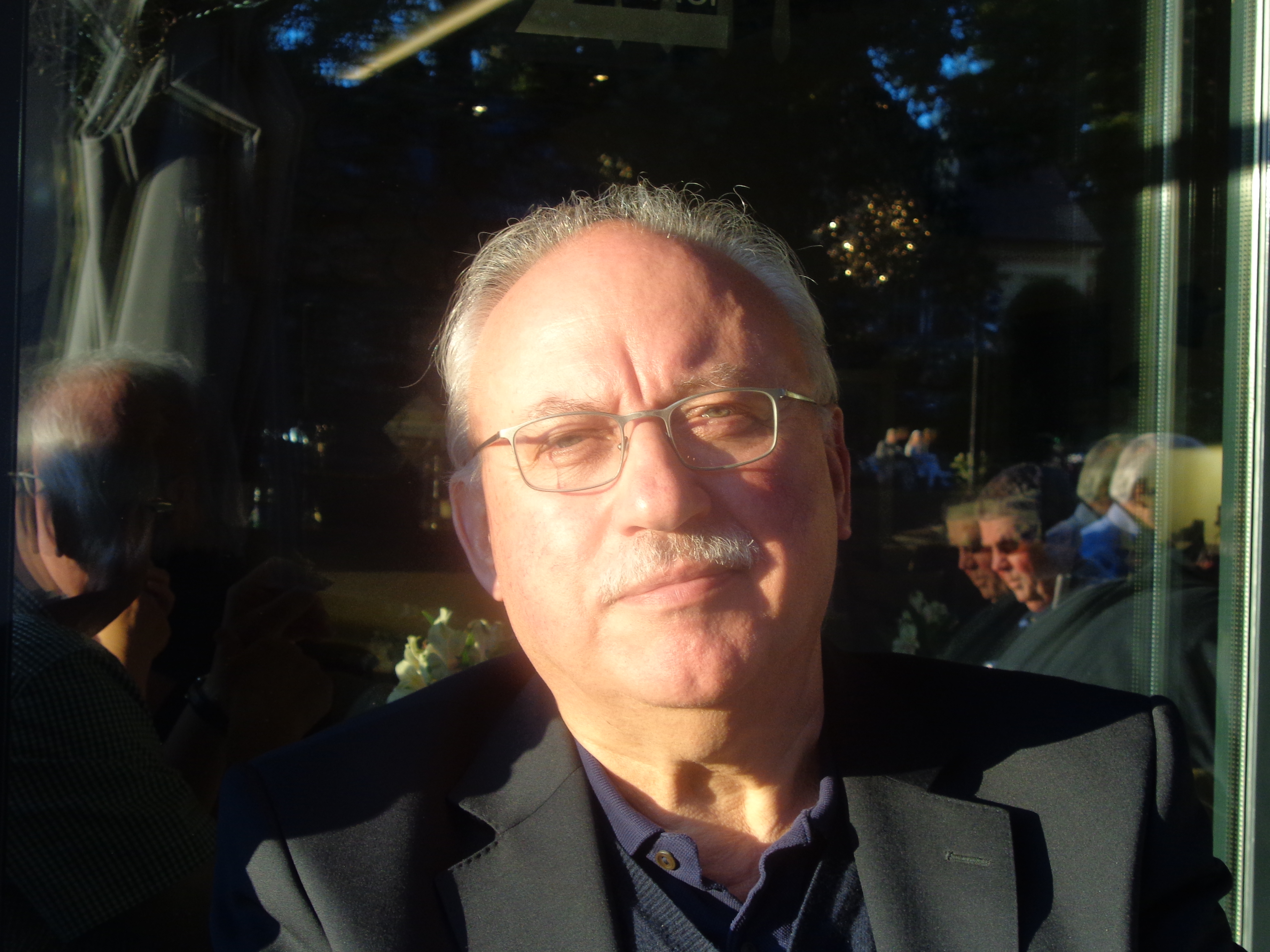
Alexander Rauchfuss

Alexander Rauchfuss (* 10. September 1949 in Antonsthal, Erzgebirge) ist ein deutscher HNO-Arzt.

## Leben
Als Sohn eines HNO-Arztes studierte Rauchfuss seit dem Wintersemester 1969/70 zunächst Naturwissenschaften, dann Medizin an der Christian-Albrechts-Universität zu Kiel. 1970 wurde er im Corps Palaiomarchia-Masovia aktiv. Nach dem Physikum wechselte er zum Wintersemester 1973/74 an die Universität Graz und zum SS 1974 an die RWTH Aachen. Mit einer Doktorarbeit bei Henning Hildmann wurde er 1977 in Aachen zum Dr. med. promoviert. Die fachärztliche Ausbildung zum HNO-Arzt durchlief er bei Burkhard Schlosshauer in Bremen. Er wechselte in die HNO-Klinik vom Universitätsklinikum Hamburg-Eppendorf (Claus Herberhold, Ulrich Koch), um sich Karl Wittmaacks weltberühmter Sammlung von mikroskopischen Präparaten des Schläfenbeins  zuzuwenden. Als Oberarzt habilitierte er sich bei Werner Lierse. Nach seiner Ernennung zum Leitenden Oberarzt und C 3-Professor wurde er 1993 zum Chefarzt der Klinik für Hals-, Nasen- und Ohrenheilkunde, Kopf- und Halschirurgie der Caritas-Klinik St. Theresia in Saarbrücken gewählt. Klinische Schwerpunkte waren die Chirurgie des Innenohrs, die Onkologie und die Plastische Chirurgie. Im Dezember 2013 trat er in den Ruhestand. Das Corps Frankonia-Prag zu Saarbrücken verlieh ihm 2016 das Band. Seit 1989 ist er Mitglied des Academischen Clubs zu Hamburg.

## Werke
- Vascularization of the endochondral layer with respect to the otic capsule. A comparative anatomical study. Acta Anatomica 105 (1979), S. 233–241.
- Ein Beitrag zur Entwicklung der Gehörknöchelchen und des Ringbandes. European Archives of Oto-Rhino-Laryngology 233 (1981), S. 77–87.
- Morphometrische Untersuchungen des menschlichen Labyrinthknochens und die Pathogenese der Otosklerose. European Archives of Oto-Rhino-Laryngology 235 (1982)
- Der Stirnreflektor im Spiegel der Karikatur. Festvortrag 1999.
- Ärztlicher Notdienst, Kopfbereich und Halsbereich. Thieme, Stuttgart 1989.
- Dr. med. h. c. Johann Wolfgang von Goethe. Einst und Jetzt, Jahrbuch des Vereins für corpsstudentische Geschichtsforschung, Bd. 61 (2016), S. 376–379.